# Vesioli (Novokubansk, Krasnodar)
Vesioli (del ruso: Веселый) es un posiólok del raión de Novokubansk, en el krai de Krasnodar de Rusia. Está situado a orillas del arroyo Górkaya, afluente por la derecha del río Kubán, junto a la frontera del krai de Stávropol, 18 km al sureste de Novokubansk y 179 km al este de Krasnodar. Tenía 145 habitantes en 2010.
Pertenece al municipio Prikubánskoye.